# Kanton Sézanne
Sézanne is een voormalig kanton van het Franse departement Marne. Het kanton maakte deel uit van het arrondissement Épernay.
Het werd opgeheven bij decreet van 21 februari 2014 met uitwerking in maart 2015.

## Gemeenten
Het kanton Sézanne omvatte de volgende gemeenten:
- Allemant
- Barbonne-Fayel
- Broussy-le-Petit
- Broyes
- Chichey
- Fontaine-Denis-Nuisy
- Gaye
- Lachy
- Linthelles
- Linthes
- Mœurs-Verdey
- Mondement-Montgivroux
- Oyes
- Péas
- Pleurs
- Queudes
- Reuves
- Saint-Loup
- Saint-Remy-sous-Broyes
- Saudoy
- Sézanne (hoofdplaats)
- Villeneuve-Saint-Vistre-et-Villevotte
- Vindey